# Victor Gomes (Schiedsrichter)

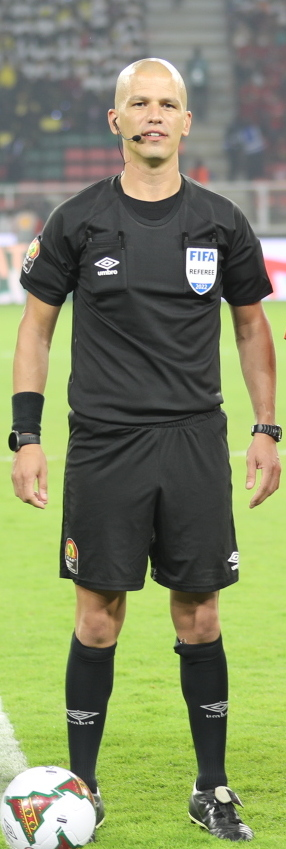
Victor Gomes (2021)

Victor Miguel de Freitas Gomes (* 15. Dezember 1982 in Johannesburg) ist ein ehemaliger südafrikanischer Fußballschiedsrichter. Von 2011 bis 2022 stand er auf der FIFA-Liste und leitete Spiele bei Olympia 2020 und der Fußball-WM 2022.

## Karriere

### Werdegang
Gomes begann seine Karriere als Schiedsrichter mit 16 Jahren zunächst in den Amateurligen seiner Heimatstadt. 2008 gab er sein Debüt in der Premier Soccer League, Südafrikas höchster Spielklasse. Aufgrund seiner rigorosen Regelauslegung und dem außergewöhnlichen Umstand in einem Spiel fünf Strafstöße gepfiffen zu haben, erhielt er von Medien und Trainern den Spitznamen Penaldinho. Im Laufe der Jahre verbesserte sich sein Standing und er wurde sowohl in der Saison 2012/13 und 2017/18 zum „Schiedsrichter der Saison“ gewählt.
Seit 2011 steht er auf der FIFA-Liste, was ihn zur Leitung internationaler Partien berechtigt. Sein internationales Debüt feierte er im November des gleichen Jahres bei der WM-Qualifikationspartie zwischen Kenia und den Seychellen. Seit 2013 kommt er auch regelmäßig in den Partien der kontinentalafrikanischen Vereinswettbewerbe, der CAF Champions League und dem CAF Confederation Cup, zum Einsatz. In letzterem leitete er das Finale der Ausgabe 2020/21, welches Raja Casablanca mit 2:1 gegen JS Kabylie gewinnen konnte. Bereits 2020 hatte er das Endspiel um den CAF Super Cup zwischen Espérance Tunis und al Zamalek SC (Endstand 1:3) gepfiffen. Im Jahr 2019 wurde er erstmals als Hauptschiedsrichter für den Afrika-Cup nominiert, bei dem er zwei Partien in der Gruppenphase leitete. Für den Afrika-Cup 2022 wurde er erneut nominiert und nach zwei Einsätzen in der Vorrunde sowie einem Viertelfinale mit der Leitung des Endspiels zwischen Senegal und Ägypten betraut, in dem sich die Löwen von Teranga erstmals zum Afrikameister krönen konnten. Für seine Spielleitung erhielt er weiten Zuspruch, besondere Aufmerksamkeit erregte eine Szene, in der er Ägyptens reklamierendem Kapitän Mohamed Salah seine Pfeife und Karten hinhielt, um ihn sarkastisch dazu aufzufordern, an seiner statt das Spiel zu pfeifen.
Erste Erfahrung bei interkontinentalen Turnieren konnte Gomes bei der U-17-Fußball-Weltmeisterschaft 2019 in Brasilien sammeln, wo er zwei Gruppenspiele leitete. Auch beim olympischen Fußballturnier 2021 kam er zu zwei Einsätzen in der Vorrunde, darunter auch das Spiel der deutschen Olympiamannschaft gegen Saudi-Arabien, in dem er einen Feldverweis gegen Amos Pieper verhängte.
Für die Fußball-Weltmeisterschaft 2022 in Katar berief ihn der Weltverband in das 36 Hauptschiedsrichter umfassende Unparteiischenaufgebot. Komplettiert wurde das Gespann durch seinen Landsmann Zakhele Siwela und Souru Phatsoane aus Lesotho. Gomes kam zu zwei Spielleitungen in der Gruppenphase sowie zu einem Einsatz als Vierter Offizieller. In seinem zweiten Einsatz verweigerte er dem Siegtor Japans gegen Spanien zunächst die Anerkennung, da sein Assistent den Ball bereits im Aus gesehen hatte. Nach Intervention des Video-Assistenten Fernando Guerrero revidierte er seine Entscheidung jedoch und gab das Tor. Als Konsequenz war der deutsche Sieg im Parallelspiel gegen Costa Rica nicht mehr ausreichend um die nächste Runde zu erreichen – Deutschland schied somit erneut in einer WM-Vorrunde aus.
Im Anschluss an die WM kündigte Gomes an, seine Karriere als Schiedsrichter mit sofortiger Wirkung zu beenden.

### Einsätze beim olympischen Fußballturnier 2021
| Phase        | Datum         | Spielort | Heimmannschaft | Gastmannschaft | Ergebnis  |
| ------------ | ------------- | -------- | -------------- | -------------- | --------- |
| Gruppenphase | 22. Juli 2021 | Kashima  | Neuseeland     | Südkorea       | 1:0 (0:0) |
| Gruppenphase | 25. Juli 2021 | Yokohama | Saudi-Arabien  | Deutschland    | 2:3 (1:2) |

### Einsätze bei der Fußball-Weltmeisterschaft 2022
| Phase        | Datum         | Spielort  | Heimmannschaft | Gastmannschaft | Ergebnis  |
| ------------ | ------------- | --------- | -------------- | -------------- | --------- |
| Gruppenphase | 22. Nov. 2022 | al-Wakra  | Frankreich     | Australien     | 4:1 (2:1) |
| Gruppenphase | 1. Dez. 2022  | ar-Rayyan | Japan          | Spanien        | 2:1 (0:1) |

## Persönliches
Gomes gehört zur luso-afrikanischen Minderheit in Südafrika, sein Vater stammt aus Madeira. Neben seiner Schiedsrichtertätigkeit ist er als Geschäftsmann tätig, unter anderem besitzt er einen Betrieb zur Plastikherstellung sowie eine Wasseraufbereitungsanlage.
Gomes ist verheiratet und hat zwei Kinder.